# Fasil Kenema SC
El Fasil Kenema SC es un equipo de fútbol de Etiopía que juega en la Liga etíope de fútbol, la primera división de fútbol en el país.

## Historia
Fue fundado en el año 1960 en la ciudad de Gondar como uno de los equipos deportivos más viejos de Etiopía y por muchos años era el único equipo deportivo de la ciudad de Gondar. El nombre del club es por el emperador Fasilides, quien gobernó Etiopía desde la ciudad de Gondar en el siglo XVII.
Fue hasta la temporada 2006/07 que por primera vez el club logra ascender a la Liga etíope de fútbol, aunque ese mismo año descendió. En la temporada 2015/16 el club regresa a la primera división nacional como campeón de la segunda división, donde lograron un tercer lugar en la temporada 2018/19, obteniendo la clasificación a la Copa Confederación de la CAF 2019-20, su primer torneo continental, en el cual fue eliminado en la ronda preliminar por el Azam FC de Tanzania.

## Palmarés
- Liga etiope de fútbol: 1

2020/21
- Copa de Etiopía: 1

2019
- Supercopa de Etiopía: 1

2019
- Segunda Liga de Etiopía: 1

2015/16

## Participación en competiciones de la CAF
| Temporada | Torneo                       | Ronda      | Club        | Casa | Visita | Global |
| --------- | ---------------------------- | ---------- | ----------- | ---- | ------ | ------ |
| 2019/20   | Copa Confederación de la CAF | Preliminar | Azam FC     | 1-0  | 1-3    | 2-3    |
| 2020/21   | Copa Confederación de la CAF | Premilinar | US Monastir | 2-1  | 0-2    | 2-3    |
| 2022/23   | Copa Confederación de la CAF | 1          | Bumamuru FC | 3-0  | 0-1    | 3-1    |
| 2022/23   | Copa Confederación de la CAF | 2          | CS Sfaxien  | 0-0  | 0-1    | 0-1    |